# كلارنس جون براون
كلارنس جون براون (بالإنجليزية: Clarence John Brown)‏ هو ضابط أمريكي، ولد في 15 يناير 1895، وتوفي في 28 أغسطس 1973.